# Iman Khatib-Yasin
Iman Khatib-Yasin, née le 23 octobre 1964 à Arraba, est une travailleuse social et femme politique arabe israélienne. Membre de Ra'am, elle est élue pour la première fois à la Knesset en 2020, devenant la première femme députée du parti Ra'am et portant le Hidjab.
Elle devient à nouveau députée en août 2021 à la suite du décès de Said al-Harumi (en), et à l'issue des élections de 2022, elle est réélue pour la 25e législature avec Ra'am.

## Biographie
Née en 1964 à Arraba, Iman Khatib-Yasin obtient un baccalauréat en travail social à l'Université de Haïfa et une maîtrise en affaires féminines à l'Université de Tel Aviv. Elle est également diplômée du Mandel College for Leadership. Elle travaille comme assistante sociale et dirige un centre communautaire à Yafa an-Naseriyye (en).

### Parcours politique
Membre de la branche sudiste modérée du Mouvement islamique en Israël et membre du parti Ra'am, Iman Khatib-Yasin est classée neuvième sur la liste Liste arabe unie-Balad lors des élections d'avril 2019, mais elle n'est pas élue, la liste n'obtenant que quatre sièges.
Lors des élections de septembre 2019, Ra'am rejoint à nouveau la coalition de la Liste unifiée, elle est placée quinzième sur la liste mais n'est pas élue, l'alliance ne remportant que treize sièges.
Un an plus tard, pour les élections de mars 2020, Iman Khatib-Yasin est à nouveau placée à la quinzième place sur la Liste unifiée et elle est cette-fois ci élue à la Knesset, l'alliance remportant quinze sièges. Elle devient la première députée du parti Ra'am et la première élue portant le Hidjab à la Knesset.
À nouveau un an plus tard, lors des élections de mars 2021, Khatib-Yasin est placée cinquième sur la Liste unifiée, la coalition ne remportant que quatre sièges, elle n'est pas élue. Cinq mois plus tard, elle rejoint la Knesset à la suite du décès de Said al-Harumi (en).
Lors des élections de novembre 2022, Khatib-Yasin est placée quatrième sur la liste du parti Ra'am, le parti devant aller seul face aux électeurs, sans la Liste unifiée, le parti Balad ayant quitté l'alliance en septembre. Elle est élue, le parti remportant cinq sièges.

## Vie privée
Iman Khatib-Yasin vit à Yafa an-Naseriyye (en) en Basse Galilée et a quatre enfants.